# 3 Dywizja Jazdy (powstanie listopadowe)
3 Dywizja Jazdy (Dywizja Łubieńskiego) – związek taktyczny jazdy okresu powstania listopadowego.

## Struktura organizacyjna
W lutym 1831
- dowódca – gen. bryg. Łubieński
  - 1 Brygada Jazdy –  płk Józef Kamiński
    - 4 pułk strzelców konnych
    - 5 pułk ułanów

  - 2 Brygada Jazdy – Ziemęcki
    - 2 pułk ułanów
    - 3 pułk ułanów

  - 3 Brygada Jazdy – Sznejde
    - pułk karabinierów
    - 1 pułk krakusów

W maju 1831
- dowódca – gen. bryg. Józef Kamiński
  - 1 Brygada Jazdy – płk Bonifacy Jagmin
  - 2 Brygada Jazdy – płk Kazimierz Turno